# Guillaume Belin
Pour les articles homonymes, voir Belin.
Belin [Bellin], Guillaume, né vers 1500 et mort le 3 décembre 1568, est un chanteur et compositeur français, actif à la Chapelle et à la Chambre du roi sous les règnes de François Ier à Charles IX et à la Sainte-Chapelle de Paris.

## Biographie

### À laChapelle du roi
Guillaume Belin apparaît dans les années 1540 comme chantre de la Chapelle de musique de François Ier. Il est aussi cité comme chantre (taille) lors de ses des funérailles en 1547. Il devient sous-maître de la chapelle de musique de Henri II avec Claudin de Sermisy et Hilaire Rousseau (puis Nicolas Testard) de 1547 à 1559 au moins, aux gages de 300 lt. Il est aussi cité comme chantre de la chapelle aux obsèques de Henri II en 1559. Un acte le cite également dans le double état de chantre de la Chapelle et de la Chambre.
Le 6 mars 1560 (1559 v. st.) il est parrain de Thomas, fils de Pierre Lavocat chantre du roi et de Hardoyne Marchandelle.

### À laChambre du roi
Guillaume Belin est cité entre 1548 et 1560 comme chantre de la Chambre tout en continuant son service à la Chapelle, aux gages annuels de 200 lt en général. Il fait partie des musiciens qui jouent aux fêtes de Bayonne en 1565, lors du Grand tour de France de Charles IX.

### À laSainte-Chapelle
Le 1er juillet 1550, Guillaume Belin reçoit de Henri II un canonicat à la Sainte-Chapelle en remplacement de Jean Le Masson. Il exerce temporairement comme chantre vers fin février 1553 après le décès de Michel Durant. En 1560, il est excusé pour une absence de treize semaines à la Sainte-Chapelle, étant au service de la Chapelle et de la Chambre du roi. Il est nommé chantre de la Sainte-Chapelle après la résignation de Martin Rousseau, du 20 février 1566 (n. st.). Guillaume Belin et Jean Durantel, tous deux chantres de la Chapelle du roi et chanoines de la Sainte-Chapelle, signent comme témoins au testament de Ferry Finet, aussi chantre, passé le 8 octobre 1560 à Saint-Germain-en-Laye. Belin meurt le 3 décembre 1568 et le chapitre présente le jour même Martin Rousseau au roi pour le remplacer à l’office de chantre. C’est à Étienne I Le Roy, chantre de la Chapelle du roi, qu’est promis, le lendemain, l’office de chantre.

## Œuvres

### Cantiques
Adrian Le Roy et Robert Ballard ont publié en 1560 Les Cantiques de la Bible mis en vers françois par Lancelot de Carle, Evesque de Riez, et mis en musique à quatre parties par Guillaume Belin.
L’édition est perdue, citée seulement par Jean-Benjamin de Laborde. Une édition sans musique, intitulée Les Cantiques de la Bible, mis en vers françois... plus deux hymnes qui se chantent en l'église a paru chez Michel de Vascosan en 1562.

### Psaumes
Un manuscrit musical en trois volumes, écrit vers 1550 et supposé venir de la collection Grolier contient 6 psaumes et un cantique d’un certain "Belin", et deux chansons (Autant et plus, et Plus ay desir), composés pour quatre voix.
Les psaumes et le cantique sont tous donnés dans la traduction de Clément Marot :
- Or laisses, Createur [Cantique de Siméon]
- Jusques à quand as estably [Psaume 13]
- Il faut que de tous mes esprits [Ps. 138]
- Enfans qui le Seigneur servez [Ps. 113]
- Bienheureux est quiconques [Ps. 128]
- Veu que du tout en Dieu [Ps. 11]
- Donne secours, Seigneur [Ps. 12]

Il n’y a pas de preuve que ces pièces soient de Guillaume Belin mais ceci peut être regardé comme probable, compte tenu de son intérêt pour les cantiques de Carle un peu plus tard.

### Chansons

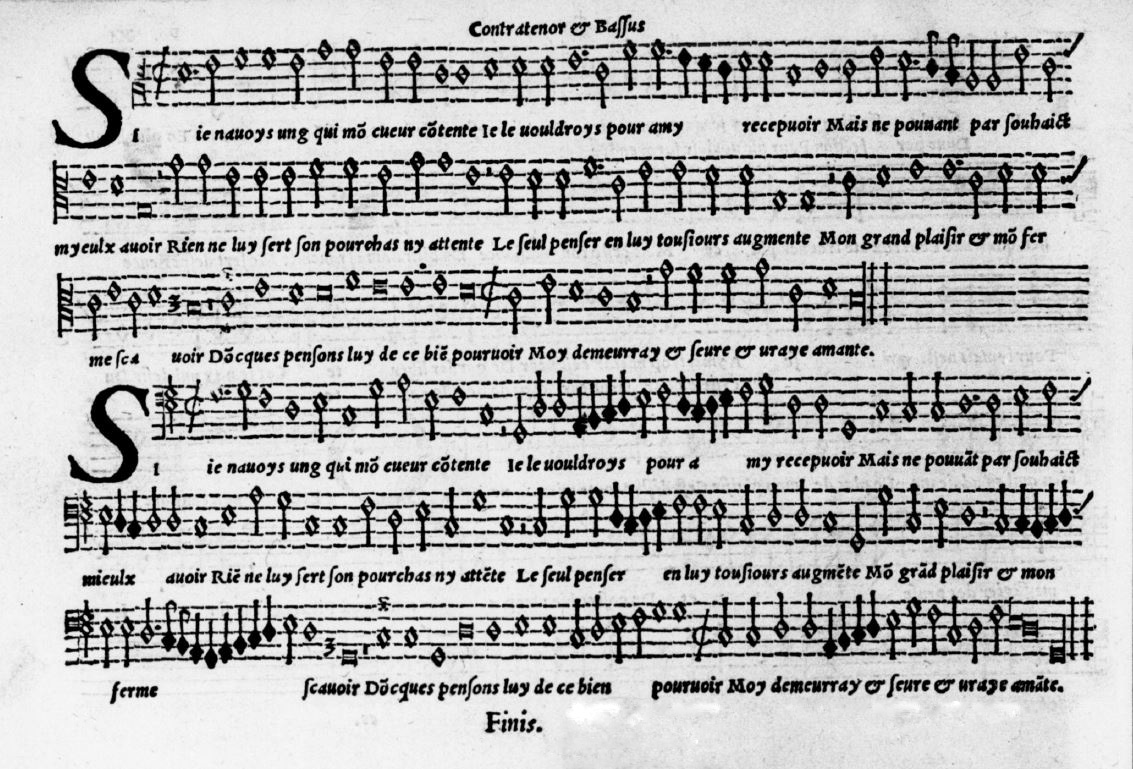
Deux parties de la chanson Si je n’avoys ung qui mon cueur contente de Guillaume Belin (XVe livre contenant XXX chansons... (Paris : Pierre Attaingnant, 1544).

Treize chansons de Guillaume Belin sont publiées entre 1538 et 1550 chez Pierre Attaingnant, Jacques Moderne ou Nicolas Du Chemin :
- D’ung amy fainct je ne me puys defaire : RISM 154014
- Elle voyant l’ennuy qui me tourmente : RISM 15483
- Grande en beauté, en vertu tant heureuse : RISM 15484
- Je cuyde bien qu’elle mourroit à l’heure : RISM 15483
- Plus je la voy de beaucoup estimée : RISM 154920 = 154312, aussi dans le manuscrit Wien ÖNB : Mus. 18811.
- Quand je regarde au peu de mon mérite : RISM 15484
- Quand un travail surmonte le plaisir : RISM 153916
- Si je n’avoys ung qui mon cueur contente : RISM 15447
- Si l’on me monstre affection : RISM 15447 = 154920
- Si refuz de joyssance a puissance : RISM 15505
- Toute la nuyct tu m’es présente par songe doulx : RISM 15483
- Une dame par ung matin : RISM 153814 = 153920 (aussi attribué à Gentian dans 154012). Aussi dans le manuscrit Wien ÖNB : Mus. 18811.
- Vray dieu qu’amoureux ont de peyne : RISM 155322 (aussi attribuée à De Bussy dans 157814. Éditée dans French chansons for three voices (ca. 1550), part II, ed. Courtney Adams. Madison : A-R Editions, 1982 (voir n° 21).

... auxquelles on peut sans doute ajouter les deux chansons du manuscrit cité plus haut à propos des psaumes. Elles relèvent toutes du genre de la "chanson parisienne", avec une écriture plutôt homophonique.